# Alí Zayn-al-Abidín
Alí Zayn-al-Abidín ibn al-Hussayn ibn Abi-Tàlib fou el quart imam xiïta duodecimà. La seva kunya apareix de manera diversa com Abu-Abd-Al·lah, Abu-Bakr i altres.
Va néixer a Medina, el 658/659. La seva mare era suposadament una umm wàlad del Sind i se li donen diversos noms (Barra, Gazala, Jayda...) però la tradició xiïta diu que era filla del darrer emperadors sassànida Yazdegerd III i el seu nom era Jahanshah, Sharbaniyya o Shahzanan; segon alguns hauria sobreviscut a la batalla de Karbala, mentre que altres diuen que fou tirada al riu Eufrates. Ali tenia un germà anomenat també Ali, conegut com a Alí aix-Xahid (també de vegades Alí al-Àsghar), que va morir a Karbala i del qual es dubta si era més gran o més petit. A Karbala Alí Zayn-al-Abidín estava malalt i fou fet presoner amb orde d'execució donada per Xamir Dhi-l-Jawaix, però Úmar ibn Sad, el cap de l'exèrcit sirià, va revocar l'orde i fou portat a Kufa davant del governador Abd-Al·lah ibn Ziyad que el va perdonar i el va enviar al califa Yazid I a Damasc, que el va reenviar a Medina.
Allí va portar una vida dedicada a la religió que li va valer el qualificatiu de Zayn-al-Abidín ('Ornament dels Fidels'), as-Sajjad ('el Que no para de postrar-se'), az-Zaki ('el Pur') i algun altre. Políticament fou neutre. Després de la batalla de la Harra (683) fou tractat amb respecte. Va tenir una bona relació amb els califes Marwan I i Abd-al-Màlik ibn Marwan. Hixam ibn Ismaïl, que va governar Medina quatre anys, va fer patir a Ali el seu menyspreu, però quan fou destituït (26 de febrer del 706) Zayn-al-Abidín no el va voler criticar.
Els xiïtes li donaven un suport limitat. Molts es van inclinar a favor de Muhàmmad ibn al-Hanafiyya, l'imamat del qual fou afavorit per al-Mukhtar ibn Abi-Ubayd ath-Thaqafí. La relació amb aquest fou complexa; al-Mukhtar li va enviar un regal de 100.000 dírhams que Alí no volia acceptar però que no va retornar i a la mort del cap, va entregar els diners al califa que li va dir que se'ls guardés.
Va morir el 712 o el 713 i fou enterrat al cementiri d'al-Baki. Va deixar entre vuit i quinze fills, dels que quatre eren de la seva esposa principal Umm-Abd-Al·lah bint al-Hàssan ibn Alí, i la resta de concubines.